# Bílá labuť
Bílá labuť (vertaald 'Witte Zwaan') is een warenhuis aan de Na Poříčí-straat in het centrum van Praag, Tsjechië. Het wordt beschouwd als een van de mooiste voorbeelden van avant-gardistische architectuur uit het interbellum. Het wordt door de gemeente Praag erkend als een architectonisch waardevol gebouw en beschermd als cultureel vastgoedmonument. Bij de opening in 1939 was het bovendien het grootste en modernste warenhuis van Centraal- en Oost-Europa.

## Geschiedenis
Het gebouw van het warenhuis Bílá Labuť ligt aan de Na Poříčí, een van de drukste straten in de Nieuwe Stad van Praag 1. Het gebouw staat op de plaats waar vroeger het pension en de brouwerij U Podušků gevestigd waren. In de loop der tijd werden deze gebouwen bekend als U bílé labute (bij de witte zwaan), vanwege het zwanenbeeld op de gevel.
In de jaren 1930 werden de gebouwen gekocht door Jaroslav Brouk van Brouk a Babka. De oude gebouwen werden gesloopt en vervangen door een functionalistisch warenhuis, dat in 1939 werd geopend.
Het nieuwe gebouw kreeg de naam Bílá labuť en werd ontworpen door de bekende architecten Josef Kittrich en Josef Hrubý. Het warenhuis heeft een totale oppervlakte van circa 72.000 m³, verdeeld over 11 verdiepingen, waarvan 6 winkelverdiepingen. Het wordt erkend als een van de architectonisch belangrijkste gebouwen van Praag en een gevierd voorbeeld van de ‘Internationale Stijl’ van het functionalisme. Bij de opening was het het grootste en modernste commerciële gebouw in Centraal- en Oost-Europa en het staat in de hele Tsjechische Republiek nog steeds bekend als een icoon voor de detailhandel.
Interessante kenmerken van het gebouw zijn onder meer het moderne interieurontwerp, de eerste roltrap in Praag en een glazen gevel van 33 × 18 meter, bestaande uit 180 platen ondoorzichtig, zilvergrijs glas met thermische en geluidsisolerende eigenschappen. Het was destijds de grootste met glas overdekte ruimte in Midden-Europa. Op het dak bevindt zich ook een acht meter hoge, ronddraaiende neonzwaan – het oudste neonreclamebord van Praag. 
Het gebouw werd op 19 maart 1939 geopend. Dit gebeurde tegen de tragische achtergrond van de nazibezetting van Tsjechië, die vier dagen eerder had plaatsgevonden. Sindsdien is de winkel onafgebroken geopend geweest.

## Renovatie
In november 2017 startte een renovatie waarbij de oorspronkelijke, historisch beschermde, bouw volledig is gerespecteerd en het werd omgebouwd tot winkelcentrum. Hierbij werd onder meer de glazen voorgevel, waarvan de staat in de loop der jaren aanzienlijk was verslechterd, volledig gerestaureerd.
De winkel blijft een belangrijke winkelbestemming in Praag, met veel bezoekers en een groot verzorgingsgebied. Huurders zijn onder meer Lidl, Kika en een groot aantal andere middelgrote tot kleinere winkels.